# Denis Kapustin (válečník)
Denis Jevgenjevič Kapustin (rusky Денис Евгеньевич Капустин, Děnis Jevgenjevič Kapustin; * 6. března 1984 Moskva), známý také jako Denis Nikitin nebo pod svým válečným jménem White Rex (Bílý král), je zakladatel a velitel Ruského dobrovolnického sboru, který na Ukrajině bojuje proti Ruské federaci. V Rusku byl Kapustin obviněn mj. z vlastizrady, pokusu o spáchání teroristického činu nebo založení teroristického společenství. V nepřítomnosti byl odsouzen k doživotnímu trestu odnětí svobody.
Býval fotbalovým chuligánem. Býval rovněž označován za neonacistu, toto označení ale již odmítá. 
Podporoval protesty Euromajdan, od roku 2018 na Ukrajině žije. V srpnu 2019 Německo Kapustinovi zrušilo povolení k pobytu a byl mu zakázán vstup do schengenského prostoru. 

## Život
Kapustin vyrůstal v Moskvě. V roce 2001, když mu bylo 17 let, se jeho rodina přestěhovala do Kolína nad Rýnem v Německu.

## Zapojení do krajně pravicové evropské politiky
Během života v Kolíně nad Rýnem se Kapustin radikalizoval a stal se známým v krajně pravicových kruzích. Patřil také k fotbalovým chuligánům. Vedl malou skupinu v nepokojích během mistrovství Evropy ve fotbale v Marseille, které se konalo v roce 2016.
Byl označován za neonacistu, založil firmu White Rex, která vyráběla sportovní oblečení a vybavení. Oblečení často mělo násilné a xenofobními symboly a texty, jako například nacistický symbol 88, který představuje osmé písmeno abecedy „H“ a odkazuje na nacistický pozdrav Heil Hitler. Organizoval setkání radikálně pravicových skupin po celé Evropě a Spojených státech. 
V roce 2019 mu Německo zakázalo vstup do schengenského prostoru, za vystupování „proti liberálně demokratické ústavě“.
V květnu 2023 se označil za vlastence, tradicionalistu a pravičáka, ale odmítl označení „neonacista“: „Nikdy mě neuvidíte mávat vlajkou se svastikou, nikdy mě neuvidíte zvedat ruku v hitlerovském pozdravu. Tak proč mi tak říkáte?“

## Na Ukrajině
Kapustin byl zastáncem Euromajdanu a od roku 2018 žije na Ukrajině. Spolupracoval s praporem Azov, ukrajinskou pravicovou paramilitární skupinou, a to do roku 2019, kdy byl uzavřen její bojový klub Reconquista.
V srpnu 2022 Kapustin založil Ruský dobrovolnický sbor, skupinu ruských dobrovolníků bojujících za Ukrajinu v rusko-ukrajinské válce. 
V roce 2023 zaútočil s několika členy sboru na ruskou Brjanskou oblast.  Dne 22. května 2023 se jako velitel sboru zapojil do útoku na Belgorodskou oblast.
„My i představitelé Legie „Svoboda Ruska“ chceme svržení Putinova režimu, jeho absolutní dekonstrukci a tribunál proti všem zúčastněným, podněcovatelům, strůjcům této války,“ uvedl v červnu 2025. V Rusku podle něj musí proběhnout národní revoluce, protože „jed putinovské vertikály je tak zakořeněný a pronikl do všech sfér společnosti“, že nestačí mluvit o střídání na nejvyšších místech a soustředit se jen na Putina. Opozičníci v Rusku, kteří „svrhávají Putinovu despocii řečmi u kulatého stolu“, podle něj nepředstavují žádnou sílu.